# Aaron Sorkin
Aaron Benjamin Sorkin (sinh ngày 9 tháng 6 năm 1961)  là nhà biên kịch, đạo diễn, nhà sản xuất và nhà viết kịch người Mỹ. Sinh ra ở thành phố New York, Sorkin đã phát triển niềm đam mê viết lách ngay từ khi còn nhỏ. Các tác phẩm của ông bao gồm các vở kịch Broadway A Few Good Men, Farnsworth Invention và To Kill a Mockingbird; bộ phim truyền hình Sports Night (1998–2000), The West Wing (1999–2006), Studio 60 on the Sunset Strip (2006–07), và The Newsroom (2012–14) . Ông đã viết kịch bản phim cho bộ phim pháp lý A Few Good Men (1992), bộ phim hài The American President (1995) và một số phim tiểu sử bao gồm Charlie Wilson's War (2007), Moneyball (2011) và Steve Jobs (2015). Khi viết The Social Network năm 2010, ông đã giành được Giải Oscar cho Kịch bản chuyển thể hay nhất và Giải Quả cầu vàng cho Kịch bản hay nhất.
Sorkin đã ra mắt bộ phim điện ảnh của mình với tư cách là đạo diễn vào năm 2017 với bộ phim tội phạm Molly's Game, bộ phim đã thu được hầu hết các đánh giá tích cực và mang về cho anh ấy đề cử Giải Oscar thứ ba cho Kịch bản chuyển thể xuất sắc nhất. Với tư cách là một nhà văn, Sorkin được công nhận nhờ đối thoại nhịp độ nhanh và những đoạn độc thoại kéo dài, được bổ sung bởi kỹ thuật kể chuyện thường xuyên của cộng tác viên Thomas Schlamme được gọi là " đi bộ và nói chuyện ". Các chuỗi này bao gồm các cảnh theo dõi đơn lẻ có thời lượng dài liên quan đến nhiều nhân vật tham gia vào cuộc trò chuyện khi họ di chuyển trên trường quay; nhân vật đi vào và thoát khỏi cuộc trò chuyện khi cảnh quay tiếp tục mà không có bất kỳ đoạn cắt nào.